# Eclipsă de Soare

Eclipsă de Soare, Franța,11 august 1999

FIGURA 4. Animație a eclipsei din 1 august 2008.

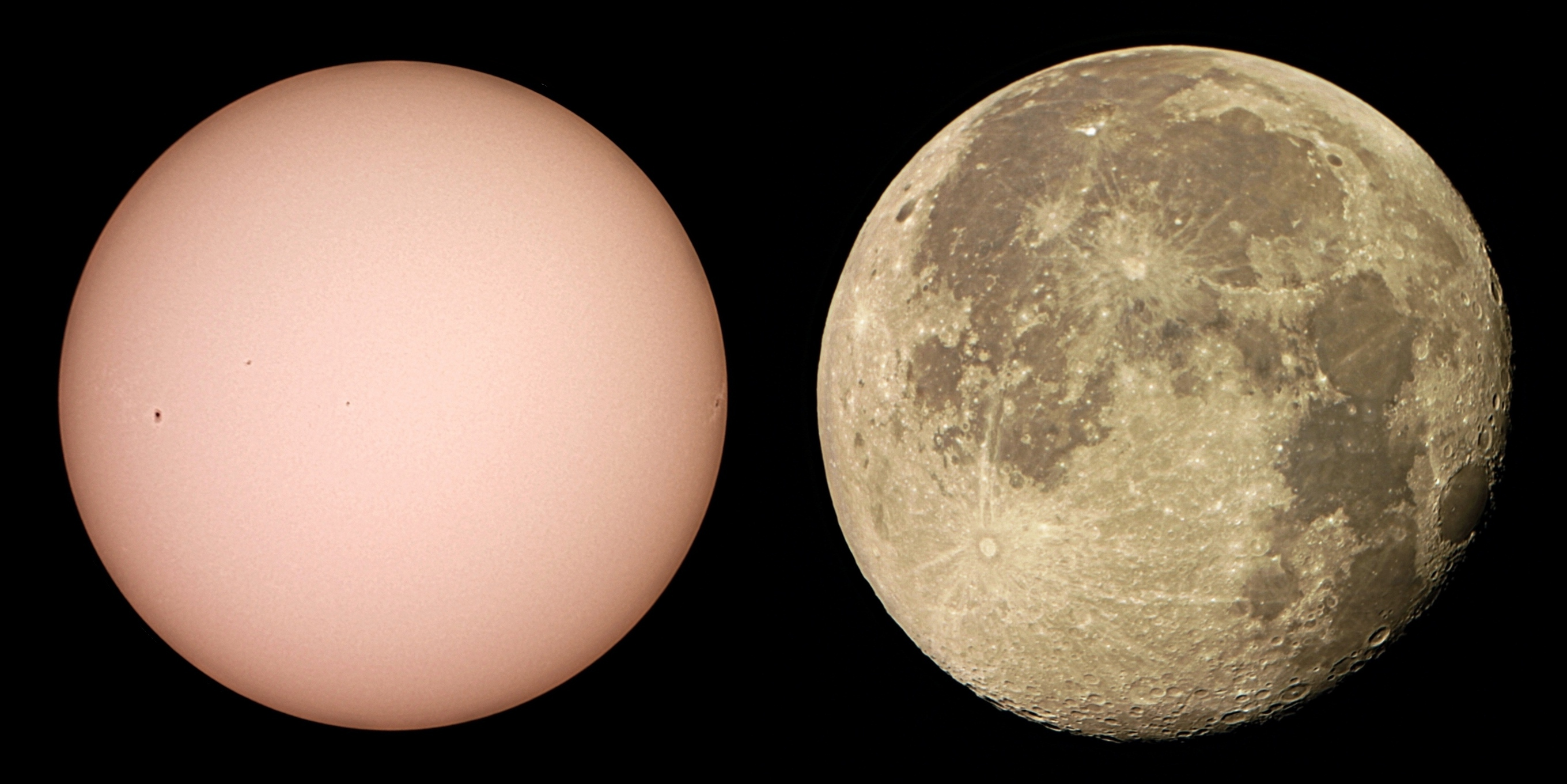
Soarele și Luna, aici fotografiate în aceeași zi (1 august 2015, zi cu Lună plină) cu același telescop, au un diametru aparent similar, ceea ce ne permite să beneficiem de eclipse totale sau inelare, urmărind poziția Lunii pe orbita sa eliptică.

Animație a eclipsei din 22 iulie 2009.

Animația eclipsei din 3 octombrie 2005.

Animația eclipsei din 29 martie 2006.

O eclipsă de Soare (sau mai precis o ocultație solară) se produce atunci când Luna trece între Pământ și Soare prin fața Soarelui. Văzut de pe Pământ, discul Lunii e de obicei mai mare decât cel al Soarelui și, dacă se interpune între privitor și Soare, îi blochează lumina, aruncând o umbră corespunzătoare pe Pământ. Când discul Lunii acoperă în întregime pe cel al Soarelui imaginea luminoasă obișnuită a Soarelui este blocată complet și, pentru o anumită zonă de observație și o anumită durată de ordinul câtorva minute, eclipsa de Soare este totală. Eclipsele totale de Soare permit executarea unor studii astronomice speciale. 
Fiecare eclipsă de Soare are propria sa poziție și se poate vedea doar dintr-o zonă anume de pe glob.
O eclipsă de Soare apare atunci când Luna trece între Pământ și Soare, obturând astfel total sau parțial discul solar pentru un observator aflat pe Pământ. În cazul în care centrul conului de umbră al Lunii nu atinge Pământul, se spune că este o eclipsă necentrată.
Atenție! Pentru a observa cu ochiul liber o eclipsă de Soare, de orice tip ar fi ea, este nevoie de un filtru solar special. Fără acest filtru observarea eclipsei duce la accidente grave ale ochiului, care pot ajunge până la orbire. Filtrul cel mai accesibil este filtrul de sudură mai dens, însă, din cauza grosimii sticlei, pot apărea imagini duble. Filtrul ideal, numit filtru Mylar, este o peliculă aluminizată care oprește radiațiile periculoase. O altă variantă sigură este proiectarea imaginii solare pe un ecran.
Formal, și tranzitul (trecerea) planetei Venus prin fața Soarelui produce o eclipsă de Soare, dar de proporții mult mai mici. Situația este similară și în cazul tranzitului lui Mercur.

## Tipuri de eclipsă

### Eclipsă totală
Eclipsa totală are loc atunci când Soarele este obturat complet de Lună. Imaginea strălucitoare a Soarelui este înlocuită timp de câteva minute de silueta întunecată a Lunii. Totuși, coroana Soarelui, mult mai strălucitoare decât Luna, rămâne vizibilă. Eclipsele totale sunt vizibile doar pe o fâșie îngustă de pe suprafața Pământului (vezi punctul negru din imaginile alăturate). 

### Eclipsă inelară
Eclipsa inelară apare atunci când Soarele și Luna sunt aliniate exact cu Pământul, iar diametrul aparent al Lunii este mai mic decât cel al Soarelui. Din Soare se mai vede doar marginea, în formă de inel strălucitor ce înconjoară Luna întunecată. Eclipsele de Soare inelare sunt evenimente astronomice rare(vezi punctul rosu din imaginile alaturate).

### Eclipsă hibridă
Eclipsa hibridă este o eclipsă intermediară între o eclipsă de Soare totală și una inelară. În unele puncte de pe Terra poate fi văzută ca fiind totală, iar în altele apare ca fiind inelară. Și acesta este un tip de eclipsă rar întâlnit.

### Eclipsă parțială
Eclipsa parțială apare atunci când Soarele și Luna nu sunt aliniate exact și astfel Luna obturează Soarele doar parțial. Acest fenomen poate fi observat de obicei de pe o mare parte a Pământului, în special în exteriorul benzii de totalitate.

### Explicații
Distanța dintre Soare și Pământ este de 390 de ori mai mare decât aceea dintre Lună și Pământ. Diametrul Soarelui este de 400 de ori mai mare decât cel al Lunii. Întrucât aceste rapoarte sunt aproximativ aceleași, mărimile aparente de pe Pământ ale Soarelui și Lunii sunt aproximativ identice: ~0,5 grad (~30') de arc unghiular. 

Deoarece orbita Lunii în jurul Pământului este o elipsă, ca și orbita terestră în jurul Soarelui, mărimile aparente ale Soarelui și Lunii variază.
Magnitudinea unei eclipse este raportul dintre mărimea aparentă a Lunii prin cea a Soarelui în timpul eclipsei. O eclipsă, când Luna se află la distanța cea mai îndepărtată în raport cu Pământul (adică, se află la apogeu), poate fi doar inelară deoarece Luna apare atunci mai mică decât Soarele; magnitudinea unei eclipse inelare este inferioară lui 1.
În general se produc ceva mai multe eclipse inelare decât totale deoarece, în medie, Luna este situată prea departe de Pământ pentru a masca complet Soarele. O eclipsă hibridă se produce când magnitudinea eclipsei este foarte aproape de 1: eclipsa va deveni totală în anumite locuri de pe Pământ și inelară în altele.
Orbita Pământului în jurul Soarelui este eliptică, deci distanța care separă Pământul de Soare variază în cursul anului. Acest lucru influențează mărimea aparentă a Soarelui, dar nu atât de mult cât variația distanței Pământ-Lună. Când Pâmântul se află la cea mai îndepărtată distanță de Soare (afeliul) în iulie, acest fapt tinde să favorizeze eclipsele totale. Când Pământul atinge cea mai apropiată distanță de Soare (periheliul) în ianuarie, acest fapt tinde să favorizeze eclipsele inelare. 

→ Aceste date sunt valabile pentru epoca noastră, axa mare a orbitei terestre a avut o precesie  tot așa ca și anotimpurile. Combinarea acestor precesii fac ca periheliul și afeliul să avanseze în anotimpuri în ritmul de o zi în 70 de ani. Excentricitatea orbitei terestre variază și ea în cursul epocilor.

### Terminologie
Termenul eclipsă centrală este utilizat adesea ca expresie generică pentru desemnarea unei eclipse, fie ea totală, inelară, sau hibridă. Totuși, acest lucru nu este exact, în mod riguros: definiția unei eclipse centrale este o eclipsă în timpul căreia linia centrală a umbrei atinge suprafața Pământului. Este posibil totuși, dar foarte rar, ca o parte a umbrei să atingă suprafața terestră (creând astfel o eclipsă inelară sau o eclipsă totală), dar nu linia sa centrală. Acest tip de eclipsă este numit eclipsă necentrală (totală sau inelară). Întotdeauna, ea se produce pe marginea emisferei diurne, cu Soarele în apropierea orizontului: la răsăritul sau la apusul Soarelui.
Potrivit definiției date actualmente  eclipsei, termenul „eclipsă de Soare” este un abuz de limbaj: fenomenul în care Luna trece prin fața Soarelui nu este o eclipsă, ci o ocultație. O eclipsă se produce când un obiect trece prin umbra produsă de un alt obiect. De exemplu, când Luna dispare la faza de  Lună plină trecând prin umbra Pământului, evenimentul este denumit corect eclipsă de Lună. De aceea, termenul adecvat, dar rareori utilizat, care denumește „eclipsa de Soare” este eclipsă de Pământ (văzută din spațiu) sau ocultație solară (văzută de pe suprafața Pământului). Totuși din punct de vedere etimologic, eclipsa unui corp ceresc este într-adevăr dispariția sa temporară pentru un observator terestru: înainte de secolul al XX-lea, nu era posibil să se facă observații din afara Pământului. Acest fapt justifică folosirea făcută, în mod obișnuit, a termenului „eclipsă de Soare”, care își găsește, în acest mod, traducerea literală într-un mare număr de limbi. În română, termenul „ocultație” este un împrumut din franceză occultation, unde a apărut în astronomie abia în secolul al XV-lea, este considerat ca sinonim al termenului eclipsă în dicționarele de uz general.

### Predicții
Contrar la ceea ce s-a afirmat adesea în urma unei erori a lui Edmond Halley, ceea ce chaldeii numeau saros nu are nimic de-a face cu eclipsele și nu permitea, în niciun caz, să se prezică o eclipsă de Soare vizibilă în lumea cunoscută din epocă. Faimoasa predicție de eclipsă de Soare făcută de Thales și relatată de Herodot (cf infra, Eclipse de Soare de-a lungul timpului), este probabil exagerată. Această eclipsă s-a produs, într-adevăr, la 28 mai 585 î.Hr. și era vizibilă în această parte a lumii. Însă o predicție a unei eclipse presupune unelte teoretice și matematice foarte avansate, care se estimează că nu au fost elaborate decât în secolul al II-lea î.Hr. de către Hiparh (190 î.Hr.-120 î.Hr.) mulțumită teoriei sale a epiciclurilor.
Și odată ce aceste unelte sunt elaborate, trebuie să se întocmească tabele foarte precise. Nu se știe cu certitudine când au văzut lumina zilei primele tabele care au permis calculele unor eclipse. Ele sunt anterioare lui Ptolemeu, care le-a perfecționat, dar nu au existat în Grecia înainte de Hiparh. Nu se știe dacă acesta din urmă a efectuat cu succes asemenea calcule, dar, în tot cazul, el a pus la punct metoda.
Începând de la Ptolemeu (prin 140 d.Hr.), teoria se verifica după eclipsă, întrucât pentru a o prezice, ar fi trebuit efectuate calcule fastidioase, cel mai adesea în van, la fiecare Lună nouă. Prima predicție a unei eclipse de Soare stabilită în mod sigur, al cărei calcul se păstrează și astăzi, este acela al eclipsei de Soare din 16 iulie 1330, realizat de Nichifor Gregoras în Imperiul Bizantin, după Tabelele facile ale lui Theon din Alexandria și după Almageste de Ptolemeu.

### Producerea unei eclipse

Schema unei eclipse de Soare.

Diagrama din dreapta arată alinierea Soarelui, Pământului și Lunii în timpul unei eclipse de Soare (distanțele și mărimile respective nu sunt la scară). Regiunea gri închis sub Lună este umbra, în care Soarele este complet întunecat. Mica zonă în care umbra atinge suprafața terestră este locul în care o eclipsă totală poate fi observată. Regiunea cea mai mare gri deschis este penumbra, în care doar o eclipsă parțială poate fi observată.
Orbita Lunii în jurul Pământului este înclinată cu 5 grade în raport cu planul orbitei terestre în jurul Soarelui (ecliptica). De aceea, în momentul Lunii noi, Luna trece, în mod obișnuit, deasupra (în nord) sau dedesubtul (în sud) Soarelui. O eclipsă de Soare se poate produce doar când Luna nouă se găsește aproape de unul din punctele (denumite noduri) în care orbita Lunii intersectează ecliptica.
Cum s-a precizat mai sus, orbita lunară este și ea eliptică. Distanța Pământ-Lună poate varia cu 6% în raport cu valoarea sa medie. Acesta este motivul pentru care dimensiunea aparentă a Lunii variază în funcție de distanța de la Pământ, iar de aici apare diferența dintre o eclipsă totală și o eclipsă inelară.  Distanța dintre Pământ și Soare variază și ea în cursul unui an (o rotație completă a Pământului în jurul Soarelui), dar această diferență nu influențează prea mult tipul de eclipsă. În medie, Luna apare ceva mai mică decât Soarele  (pe bolta cerească, în acest caz ne referim la dimensiunea aparentă și nu la dimensiunea reală), astfel majoritatea (aproape 60%) din eclipsele centrale sunt inelare. Doar când Luna este ceva mai aproape de Pământ (aproape de perigeu), decât în medie, se produce o eclipsă totală.

A Eclipsă totală în umbră.
B Eclipsă inelară în anteumbră.
C Eclipsă parțială în penumbră.

Luna se rotește în jurul Pământului în aproximativ 27,32 de zile în raport cu un reper de referință fix. Este luna siderală. Totuși, în timpul unei luni siderale, Pământul a înaintat și el în mișcarea sa de revoluție; făcând o medie între timpul dintre două faze identice (de obicei, Lună nouă) și luna siderală obținem 29,53 de zile. Acest timp mediu, care este cunoscut ca lună sinodică, corespunde la ceea ce este denumit în mod obișnuit lună lunară.
Pe traiectoria sa, Luna traversează ecliptica de la sud spre nord, când e la nodul ascendent, și viceversa, când e la nodul descendent. Totuși, nodurile orbitale ale Lunii se deplasează progresiv într-o mișcare retrogradă, din cauza gravității Soarelui asupra deplasării Lunii, iar un circuit complet se termină o dată la 18,6 ani. Aceasta înseamnă că timpul dintre două treceri a Lunii prin nodul ascendent este ușor mai scurt decât luna siderală. Această perioadă este denumită lună draconică (sau „lună nodică”).
În sfârșit, perigeul Lunii se deplasează lent și avansează mai departe decât perigeul precedent: el realizează un ciclu complet în 8,85 de ani. Timpul scurs între trecerea la un perigeu și următorul este denumit lună anomalistică a cărei durată este de aproximativ 27,56 de zile.

### Traiectorie
În timpul unei eclipse centrale, umbra Lunii (sau anteumbra, în cazul unei eclipse inelare) se deplasează rapid de la Vest spre Est pe suprafața Pământului. Pământul se rotește, și el, de la Vest spre Est, dar umbra se deplasează mai repede oricare ar fi punctul dat pe suprafața terestră, deci ea apare aproape întotdeauna deplasându-se în sensul Vest-Est, pe hartă. 

Există unele excepții rare, care se produc în timpul unei eclipse: „Soarele de la miezul nopții”, în regiunile arctice și antarctice.
Lărgimea benzii unei eclipse centrale variază urmând diametrul relativ al Soarelui și al Lunii. În cele mai multe circumstanțe favorabile, când o eclipsă se produce aproape de perigeu, banda poate măsura mai mult de 250 km lărgime, iar durata totalității poate dura peste 7 minute. În afara benzii centrale, o eclipsă este în general observată pe o mai mare suprafață terestră ca eclipsă parțială.

### Frecvențe și perioade
Eclipsele totale de Soare sunt evenimente rare. În medie umbra Lunii trece prin același loc pe Terra doar o dată în 370 de ani. Însă răstimpul poate să nu fie decât un an (minimum), sau să se întindă pe milenii.

Astfel, după ce s-a așteptat atât de mult, eclipsa totală nu durează decât câteva minute, întrucât umbra Lunii se deplasează rapid spre Est, cu cel puțin 1.700 km/h. Totalitatea nu poate fi mai îndelungată de 7 minute și 40 de secunde, și este adesea mai scurtă: în cursul fiecărui mileniu se produc, în general, mai puțin de 10 eclipse totale care exced 7 minute.

Ultima oară când s-a produs o eclipsă a cărei fază maximă a depășit 7 minute, a fost la 30 iunie 1973. Observatori aflați la bordul unui prototip al avionului Concorde au reușit să urmărească totalitatea timp de 74 de minute zburând de-a lungul traiectoriei umbrei lunare. Următoarea eclipsă cu o durată comparabilă nu se va produce înainte de secolul al XXII-lea, la 25 iunie 2150. Eclipsa totală de Soare cea mai lungă din perioada actuală de 10.000 de ani din 4.000 î.Hr. până în 6.000 se va produce în secolul al XXII-lea, la 16 iulie 2186 și va dura 7 minute și 29 de secunde.
Dacă data și ora unei eclipse sunt cunoscute, este posibil să se prezică alte eclipse utilizând ciclurile eclipselor. Două din aceste cicluri sunt Saros și Inexul. 

Sarosul este probabil cel mai cunoscut, și unul din ciclurile eclipselor cele mai fiabile. Inexul este mai puțin fiabil, însă este foarte comod pentru clasificarea eclipselor.
Când un ciclu Saros ia sfârșit, un nou ciclu Daros debutează după un Inex, de unde și numele său: in-ex. Un ciclu Saros durează 6.585,3 zile (18 ani 11 zile și 8 ore), ceea ce semnifică faptul că după această perioadă, o eclipsă cvasiidentică cu precedenta va avea loc. Principala diferență dintre cele două eclipse va fi un ecart de 120° în longitudine, din cauza celor 8 ore (1/3 de zi), și un mic ecart în latitudine. 

O serie Saros începe întotdeauna printr-o eclipsă parțială într-una din regiunile polare, apoi se decalează în jurul globului într-o suită de eclipse centrale: totale și/sau inelare, și în sfârșit se termină pe cealaltă regiune polară. O serie întreagă durează între 1.226 și 1.550 de ani, și numără între 69 și 87 de eclipse, dintre care 40 până la 60 centrale.

## Date și locuri de observație

### Eclipse de Soare de-a lungul timpului

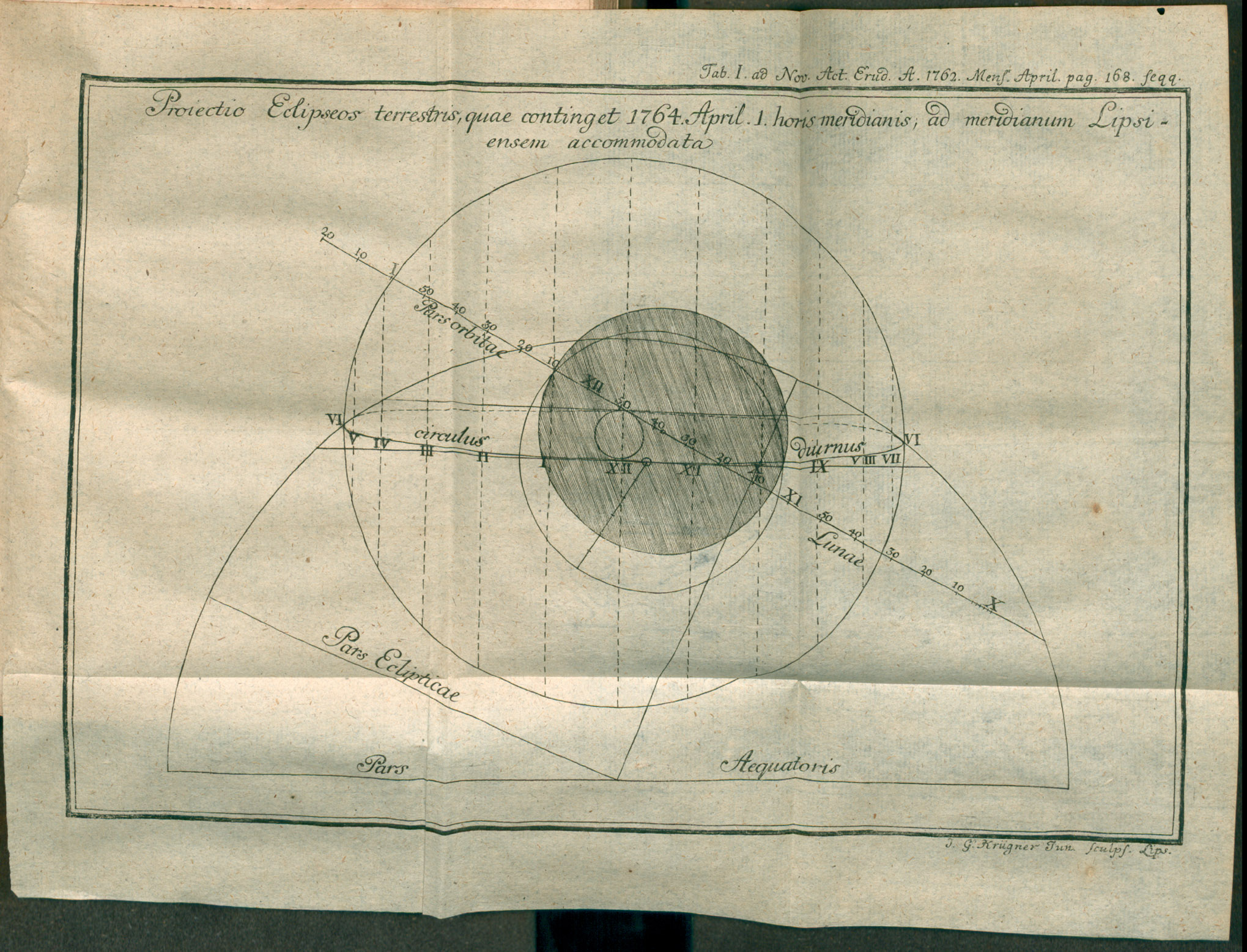
Ilustrație a lucrării De Magna eclipsi solari, quae continget anno 1764, publicată în Acta Eruditorum, 1762.

Eclipsa inelară din 30 octombrie 1207 î.Hr. ar putea să corespundă evenimentului descris în Cartea lui Iosua în care Dumnezeu oprește mersul Soarelui la cererea lui Iosua. Aceasta ar fi cea mai veche referință datată a unei eclipse.
Eclipsa de Soare din 15 iunie 763 î.Hr., menționată într-un text asirian, este importantă pentru cronologia din Orientul Apropiat antic. Cunoscută sub numele de Eclipsa de la Bûr-Sagalé, este prima eclipsă de Soare menționată prin surse istorice, care a fost identificată cu succes.
Herodot semnalează, în scrierile sale, că Thales din Milet prezisese o eclipsă care s-a produs în timpul bătăliei dintre mezi și lidieni (28 mai 585 î.Hr.) Soldații celor două tabere și-au aruncat armele și au proclamat pacea în urma acestui fenomen astronomic. 
Este disponibilă o listă a eclipselor celor mai fiabile descrise în Anale și clasate după sarosul lor.
Eclipsa totală de Soare din 16 iulie 1330 a fost calculată și a fost prezisă cu precizie de astronomul bizantin Nichifor Gregoras, folosindu-se de Tabelele facile ale lui Theon din Alexandria și de lucrarea Almageste întocmită de Ptolemeu.
O eclipsă de Soare a marcat victoria zulușilor asupra britanicilor la Isandlwana la 22 ianuarie 1879. De atunci această zi este cunoscută în limba zulușilor sub denumirea de „ziua Lunii moarte”.
La 29 mai 1919, când s-a produs o eclipsă totală de Soare, vizibilă în Oceanul Atlantic, aceasta a fost fotografiată, în timpul unei experiențe, de către expediția organizată de Arthur Eddington în insula Principe. Experiența viza măsurarea poziției stelelor situate în apropierea poziției Soarelui cu scopul de a verifica dacă există, într-adevăr, un efect de lentilă gravitațională, așa cum se prezisese de relativitatea generală a lui Albert Einstein. De atunci, acest fenomen astronomic este denumit „Eclipsa lui Einstein” sau „Eclipsa Relativității Generale”.
La 15 februarie 1961 a avut loc o eclipsă totală de Soare, vizibilă și de pe teritoriul României.
La 11 august 1999, a avut loc o eclipsă de Soare, ultima eclipsă totală de Soare din secolul al XX-lea. Pe teritoriul României a avut maximul, la Râmnicu Vâlcea. 
La 7 mai 2003, planeta Mercur a trecut, ca un punct negru, prin fața discului Soarelui: a fost tot un fel de eclipsă de Soare, provocată însă nu de Lună, ci de o planetă. Atâta doar că nu a putut fi observată decât cu aparate optice speciale, și nu a influențat, practic, lumina Soarelui văzută pe Pământ.
La 29 martie 2006 a avut loc o eclipsă parțială de Soare vizibilă și din toată România. Pentru orașul București durata eclipsei a fost de 2 ore 25 minute. În vestul României acoperirea maximă a Soarelui a fost de 65%, în timp ce în sud-est a fost de 80%.

La 22 iulie 2009 a avut loc o eclipsă totală de Soare cu durata de acoperire totală de 6 minute 39 sec. (foarte lungă), care a fost vizibilă în India, China, Japonia, Pacificul de vest și până în Hawaii. Umbra Lunii pe Pământ a fost o fâșie cu lățimea maximă de 258 km. 
La 15 ianuarie 2010 a avut loc cea mai lungă eclipsă inelară de Soare a mileniului 3 (11 minute și 8 secunde), vizibilă din anumite părți din Africa, Oceanul Indian, sudul Indiei și sud-estul Asiei. Următoarea eclipsă de Soare inelară importantă va avea loc abia în anul 3043 (!).
La 11 iulie 2010 a avut loc o eclipsă totală de Soare pe Insula Paștelui din Pacific (care ține de Chile).
În cursul dimineții de 4 ianuarie 2011 a avut loc o eclipsă de Soare parțială care a putut fi observată în toată Europa precum și în unele regiuni limitrofe din Asia și Africa. Gradul de acoperire a fost de până la 75 % din Soare; durata eclipsei a ajuns în unele locuri la circa 1/2 oră.
1 iunie 2011 - eclipsă de Soare parțială, vizibilă în: Islanda, Nordul Canadei, Alaska, Nord-Estul Asiei, Groenlanda, Nordul Scandinaviei
1 iulie 2011 - eclipsă de Soare parțială, vizibilă în Sudul Oceanului Indian (lângă Antarctica)
25 noiembrie 2011 - eclipsă de Soare parțială, vizibilă în Sud-Vestul Africii de Sud, Antarctica, Tasmania, Noua Zeelandă
20 mai 2012 - eclipsă inelară de Soare, vizibilă în China, Japonia, Pacific, partea de vest a SUA, eclipsă parțială, vizibilă în Pacific, Estul Asiei, America de Nord, Hawaii
13 noiembrie 2012 - eclipsă totală de Soare, vizibilă în nordul Australiei și în Pacificul de sud.
20 martie 2015 - eclipsă totală de Soare vizibilă în insulele Feroe și Svalbard, eclipsă parțială vizibilă și în România.
1 iunie 2030 - eclipsă parțială de Soare, vizibilă și de pe teritoriul României;
3 septembrie 2081 - eclipsă totală de Soare, vizibilă și de pe teritoriul României.

## Sfârșitul eclipselor totale de Soare
Orbita Lunii se îndepărtează de Terra cu aproximativ 3,8 cm în fiecare an. S-a estimat că în 600.000.000 de ani, distanța Pământ-Lună va crește cu 23.500 km, ceea ce semnifică faptul că Luna nu va mai putea acoperi complet discul Soarelui. Și acest lucru va fi adevărat chiar și atunci când Luna se va afla la perigeu, iar Pământul la afeliu.
Un factor agravant este că Soarele crește încet în mărime în timpul secvenței principale, ca urmare a creșterii puterii sale. Acest fapt va împiedica Luna, din ce în ce mai mult, să provoace o eclipsă totală. Se poate spune că ultima eclipsă totală de Soare pe Pământ se va produce în ceva mai puțin de 600 de milioane de ani.

## Efecte fiziologice
Câteva lucrări au avut ca obiect efectul unei eclipse (totale sau importante de Soare sau de Lună) asupra faunei, de exemplu în Statele Unite ale Americii în timpul eclipsei din 1932 sau mai târziu în 1970 asupra cimpanzeilor, la lilieci, la păianjeni (care și-au coborât pânza, cum fac de obicei în fiecare seară) în 1994 și la o șopârlă nocturnă, la vaci, la veverițe în 1999, asupra derivei nevertebratelor acvatice într-un curs de apă, sau, încă, la larvele de Ambystoma opacum.  Astfel, de exemplu, s-a putut arăta că migrațiile verticale ale zooplanctonului (și ale altor specii ale faunei pelagice) nu sunt determinate doar de orologiul intern biologic, întrucât în Lacul Geneva, Giroud  & Balay au observat că o eclipsă de Soare este suficientă pentru a induce o urcare a zooplanctonului, iar această migrare în sus încetează îndată ce lumina Soarelui reapare. Rezultate similare au fost obsevate și în mediul marin în timpul unei eclipse de Soare din iunie 1975, la 40 de mile spre Nord de Santo Antão (insulele Capului Verde), apoi în timpul unei eclipse de Lună (16 septembrie 1997) survenită în timpul unui studiu asupra migrației crustaceului Meganyctiphanes norvegica, efectuat în Marea Ligurică, în 1999.

Un alt studiu a evaluat pragurile convulsive la 26 de pacienți psihiatrici care primeau un tratament electroconvulsiv și la 8 cobai supuși unor șocuri electroconvulsive, între care în timpul eclipsei totale de Soare din 16 februarie 1980. Potrivit autorilor, rezultatele au arătat 
„o reducere semnificativă a pragurilor convulsive la oameni și la cobai în momentul eclipsei de Soare, probabil din cauza variației observate a câmpului geomagnetic de 19 Gamma.”

## Observare

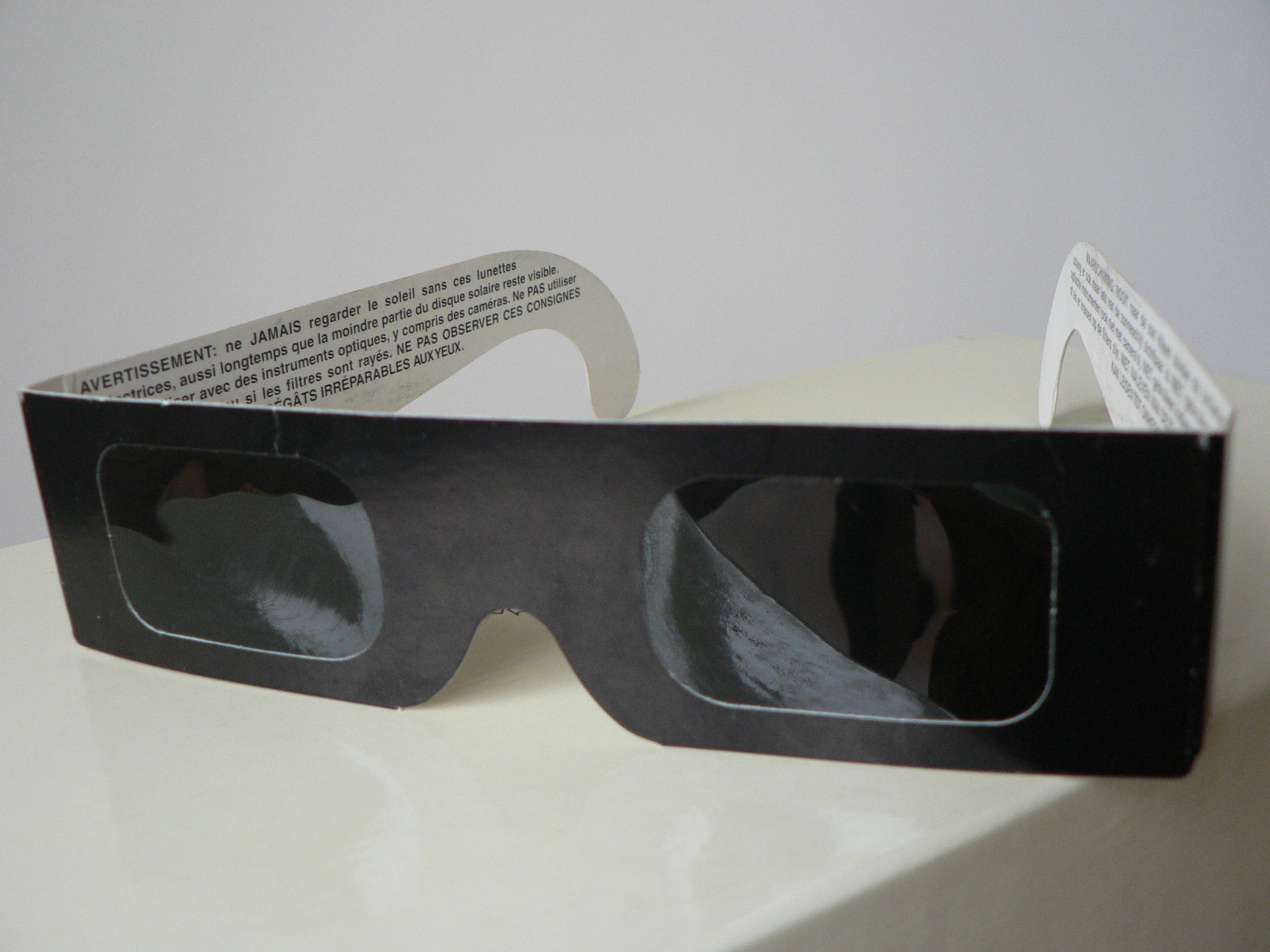
Ochelari « speciali pentru eclipsă ».

În timpul eclipsei de Soare, secera luminoasă devine mai subțire și poate fi contemplată fără să fie orbitoare, ceea ce mărește încrederea spectatorului și durată privirii. Or, Soarele rămâne periculos prin trecerea razelor foarte nocive: razele ultraviolete  (UV-A, UV-B) și infraroșii (IR), invizibile, pot provoca multe fototraumatisme pe diferite componente ale ochiului, corneea (ulcerație, cheratită datorată razelor UV), cristalinul (apariția mai precoce cu 5 până la 10 ani a cataractei datorate razelor UV), a corpului vitros (coagulare prin IR) și retina (arsură nedureroasă după vreo treizeci de secunde de observație, putând duce la cecitate definitivă).
Atenție! Eclipsele de Soare nu pot fi observate direct fără protecție, cu excepția și numai în timpul fazei de totalitate (când nicio parte a Soarelui nu este vizibilă). În timpul altor faze, observarea poate fi realizată cu ajutorul unor ochelari de protecție „specială pentru eclipsă”, sau a unor ochelari pentru sudor cu protecție minimă de 14 sau cu instrumente echipate cu filtre speciale. Ele pot fi observate și indirect utilizând proiecția imaginii pe un ecran de hârtie, carton, cu ajutorul unei lentile, a unei perforații făcute într-un carton, ...